# St-Jacques (Perros-Guirec)

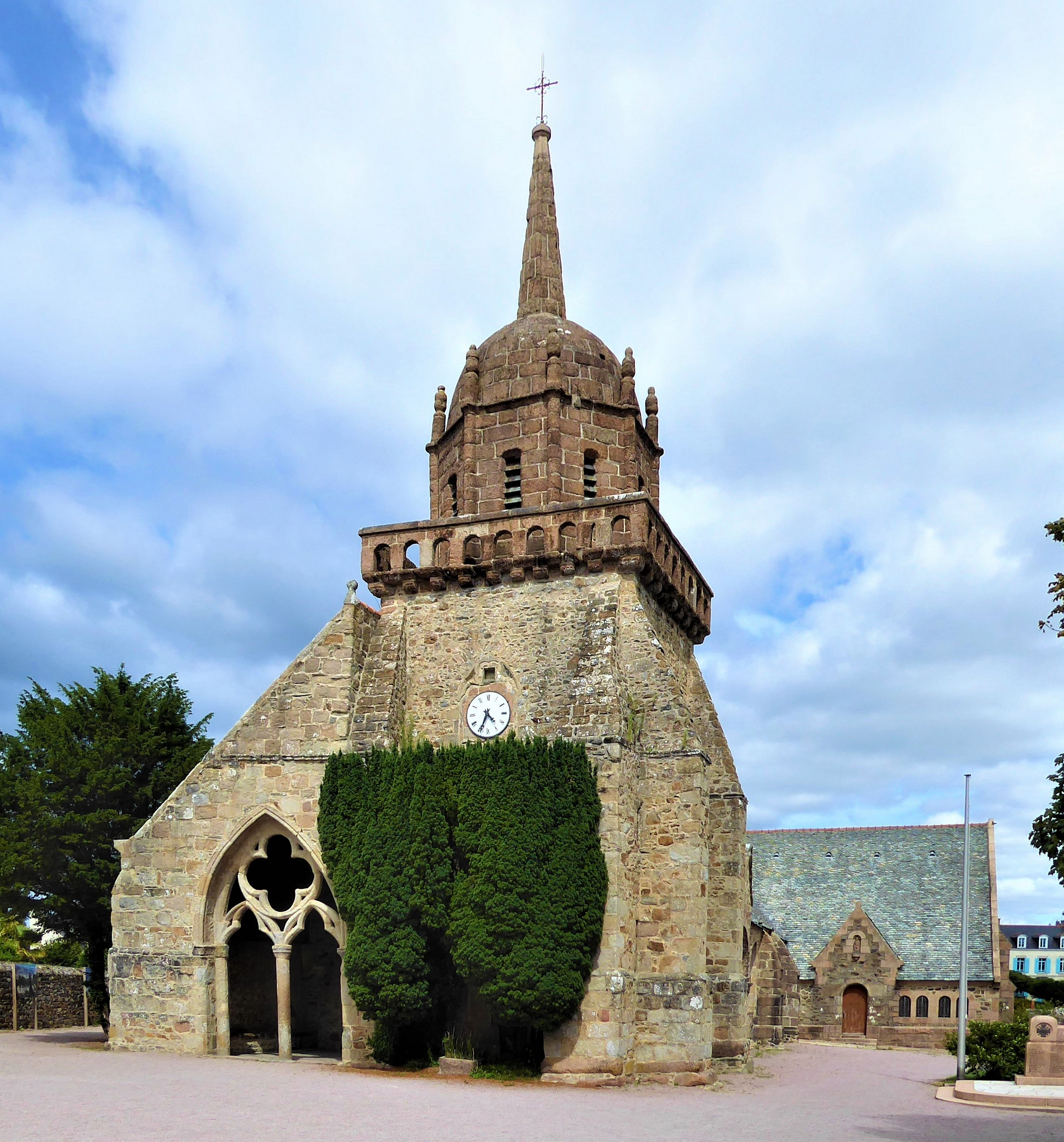
Pfarrkirche St-Jacques, Blick zu Vorhalle und Westturm

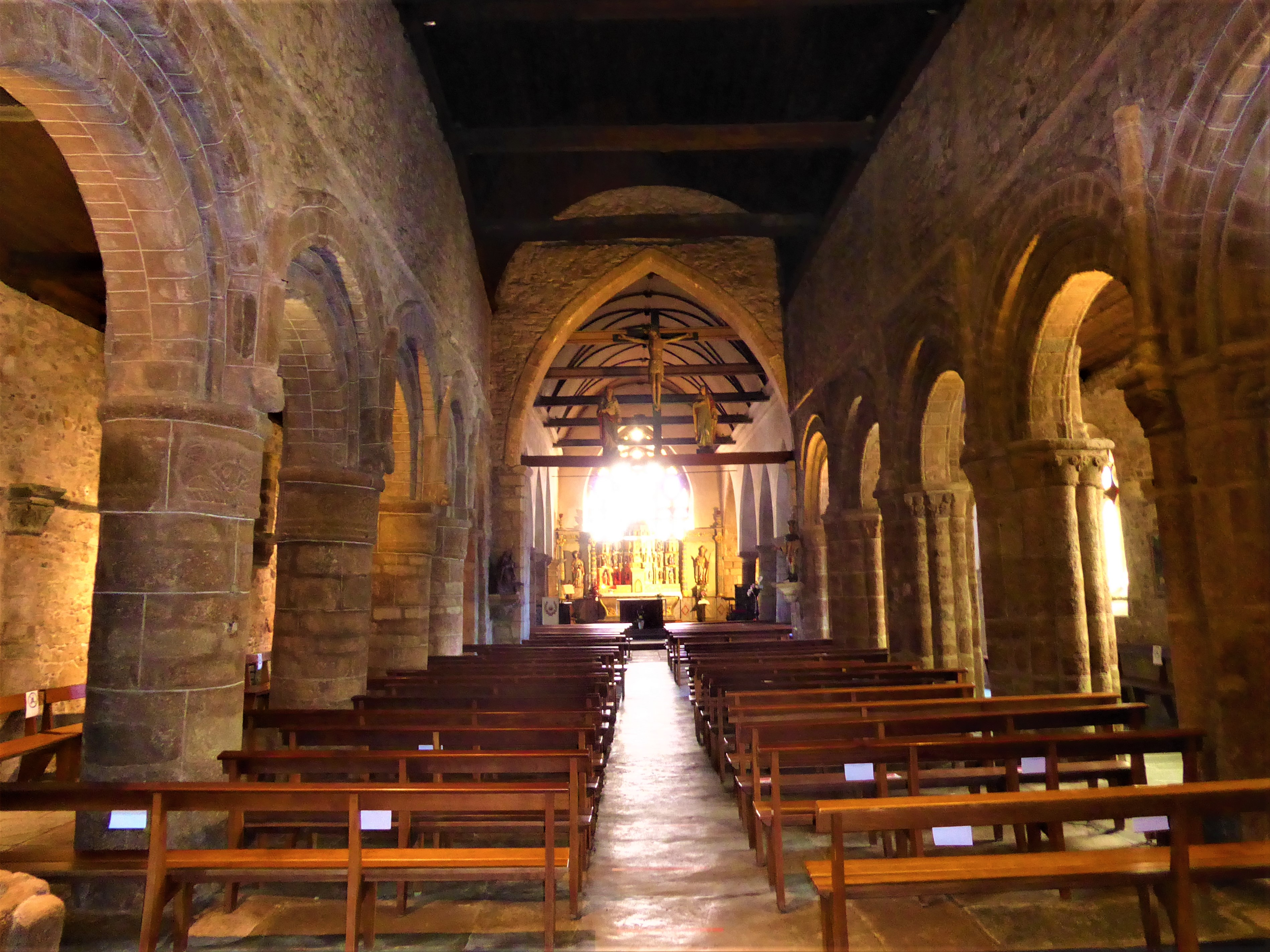
Pfarrkirche St-Jacques, Blick durch das romanische Langhaus

St-Jacques  ist die römisch-katholische Pfarrkirche von Perros-Guirec im Département Côtes-d’Armor in der Bretagne. Die Kirche ist seit 1901 als Monument historique klassifiziert und wird von der französischen Denkmälerverwaltung als seltenes Beispiel bretonischer Romanik charakterisiert.

## Geschichte
Das dreischiffige romanische Langhaus der Pfarrkirche entstand unter Verwendung des Rosengranits der Côte de Granit Rose im 12. Jahrhundert. Die Bögen werden von massiven Pfeilern getragen, deren Kapitelle jeweils unterschiedlich gestaltet sind und Szenen aus der Mythologie bzw. Artussage darstellen. Darunter findet sich eine Darstellung von Artus’ Kampf mit dem heiligen Efflamm gegen einen Drachen, der sich der Sage nach in der Nähe bei Lannion im Schutz des Felsens von Roch Hirglas niedergelassen haben sollte.
Das Langhaus wird heute von einer Holztonne überwölbt, jedoch deuten Konsolen an den Pfeilern darauf hin, dass ursprünglich ein steinernes Gewölbe vorhanden gewesen sein könnte. Der Langchor entstand im Stil der Gotik im 15. Jahrhundert, wobei im Westen auch der Turm und die offene Vorhalle hinzugefügt wurden. Die beiden Querhausarme wurde in der ersten Hälfte des 20. Jahrhunderts errichtet.